# إدموند وود (سياسي)
إدموند وود (بالإنجليزية: Edmund Walter Hanbury Wood)‏ هو سياسي بريطاني (وحمل سابقاً جنسية المملكة المتحدة لبريطانيا العظمى وأيرلندا)، ولد في 16 نوفمبر 1898، وتوفي في 12 ديسمبر 1947. حزبياً، نشط في حزب المحافظين. في الانتخابات العامة في المملكة المتحدة 1924 ‏، انتخب عضو برلمان المملكة المتحدة الـ34 عن دائرة ستاليبريج وهايد (29 أكتوبر 1924 – 10 مايو 1929).